# مرکوریا انرژی
مرکوریا انرژی (به انگلیسی: Mercuria Energy) شرکت سوئیسی و چندملیتی تجارت کالا است، که سرمایه‌گذاری‌های کلانی را نیز در بازار جهانی انرژی انجام داده است و در حوزه‌های نفت خام و فرآورده‌های نفتی، بنزین، گاز طبیعی (از جمله ال‌ان‌جی)، برق، زغال سنگ، بیو دیزل ، روغن‌های نباتی و گازهای گلخانه‌ای فعالیت می‌کند. 
شرکت مرکوریا انرژی یکی از ۵ مبادله‌کننده بزرگ در بازارهای انرژی جهان محسوب می‌شود. رقیب‌های اصلی مرکوریا در اروپا شامل؛ گلنکور، ترافیگورا، ویتول، در ایالات متحده: کارگیل و در هنگ کنگ \سنگاپور: نوبل گروپ می‌باشند.